# 静岡県道224号大富藤枝線
静岡県道224号大富藤枝線（しずおかけんどう224ごう おおとみふじえだせん）は、静岡県焼津市中新田から同県藤枝市立花にいたる一般県道である。

## 概要
バス通りであるが、焼津市内の道路拡張が遅れていた。

### 路線データ
- 起点：焼津市中新田（静岡県道226号高洲和田線交点）
- 終点：藤枝市立花2丁目（静岡県道30号焼津藤枝線交点） - 大手交差点（静岡県道381号島田岡部線交点）の約100m手前

## 接続路線
- 小川島田幹線
- 静岡県道222号上青島焼津線

## 沿線の施設他
- アステラス製薬焼津技術センター
- 赤阪鐵工所豊田工場
- 西焼津駅
- 焼津市総合運動場
- 藤枝市立西益津小学校
- 藤枝市立西益津中学校